# Šopot
Šopot je naselje u Zadarskoj županiji. 

## Upravna organizacija
Upravnom organizacijom dijelom je Grada Benkovca.

## Zemljopisni položaj
Nalazi se par kilometara jugozapadno od samog grada Benkovca. 

## Stanovništvo
| broj stanovnika | 130   | 399   | 140   | 122   | 167   | 204   | 312   | 347   | 474   | 486   | 521   | 572   | 565   | 531   | 271   | 281   | 323   |
|                 | 1857. | 1869. | 1880. | 1890. | 1900. | 1910. | 1921. | 1931. | 1948. | 1953. | 1961. | 1971. | 1981. | 1991. | 2001. | 2011. | 2021. |

## Povijest
Šopot je važno mjesto za starohrvatsku arheologiju, 1928. godine pronađeni su temelji starohrvatske crkve i glasovit natpis s imenom kneza Branimira. Kameni zabatni napis najstariji je dokument gdje se spominje ime Hrvat (napis sadrži ime hrvatskog kneza Branimira):
+BRANIMIRO COM ... DUX CRUATORVM COGIT...
Nalazi se u zadužbini koju je hrvatski knez Branimir dao sagraditi, a dovršena je 892. godine.
Mjesto je stradalo u velikosrpskoj agresiji na Hrvatsku. Tada su srpski odmetnici uz pomoć JNA su počinili masovni ratni zločin u ovom selu.

## Promet
Nalazi se sjeveroistočno od autoceste kralja Tomislava, autoceste Split-Zagreb.
Od Šopota do Benkovca vodi željeznička pruga. U drugom smjeru, pruga vodi do Škabrnje i Zadra.
Kroz Šopot vodi državna cesta Državna cesta D27 .